# Tiudigota

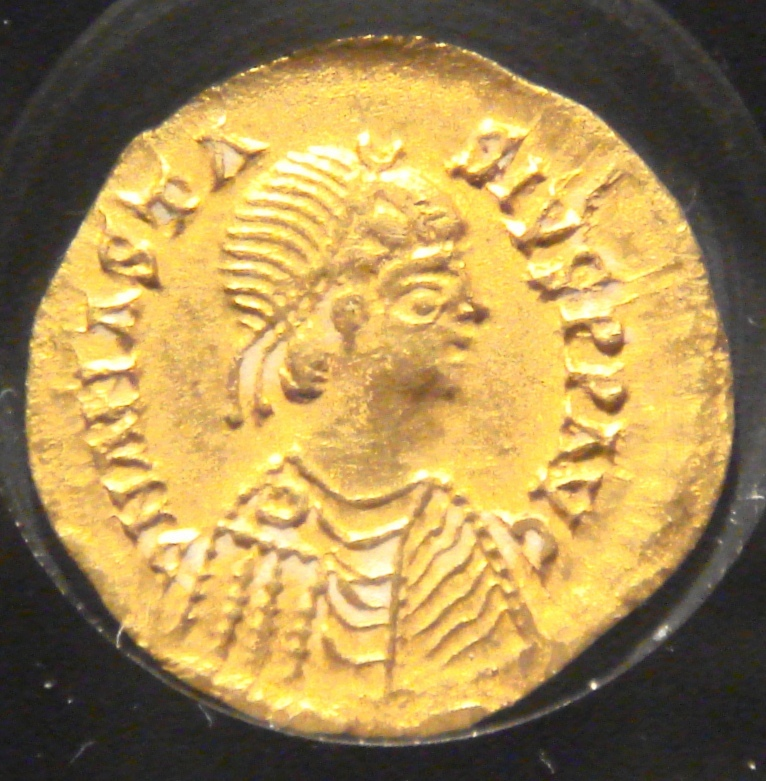
Moneda d'Alaric II.

Tiudigota o Teodegota, segons Procopi Teodicusa (en grec), va ser una reina visigoda d'origen ostrogot, casada amb Alaric II (484-507).
Filla gran de Teodoric el Gran i, segons Jordanes, d'una concubina, de la qual també va néixer la seva germana Ostrogoto, engendrades ambdues a la Mèsia. Va ser també germanastra de la futura reina ostrogoda, Amalasunta.
El seu matrimoni fou fruit del joc d'aliances matrimonials entre visigots, ostrogots, i també de francs, que va resultar amb el casament de Tiudigota amb Alaric poc després de la derrota d'Odoacre, el 493, davant de les forces conjuntes de Teodoric el Gran i Alaric II, mentre alhora Teodoric casava la seva altra filla, Ostrogoto, amb el rei dels burgundis. Segons Ana M. Jiménez, el matrimoni degué ser després del 494, i va ser l'únic legítim per a Alaric, que per mantenir la seva fidelitat, hagué d'abandonar a la dona amb la que convivia i de la qual havia tingut un fill. Alaric, a més, casant-se amb una princesa ostrogoda aconseguia reforçar el seu poder dinàstic, de fet, quan a néixer el fill de Tiudigota, Alaric va reconèixer la superioritat dinàstica de la seva esposa, i va imposar al seu fill l'epònim dels amals osotrogots i, després, el terme reiks, això és rei. Teodoric va adoptar en armes el seu gendre, implicant certa subordinació militar.
Malgrat els pocs anys que la reina va regnar fins a la mort d'Alaric el 507 a la batalla de Vouillé, va poder engendrar un fill i va ser mare del futur rei Amalaric, que a la mort del seu pare, encara era un nen i hagué d'esperar anys després per ser declarat rei. Amb tot, en no complir amb els requisits de la majoria d'edat i encara menys d'experiència militar, fou proclamat el bastard Gesaleic. Durant aquest conflicte successori, Amalaric no va comptar amb el suport matern sinó amb el del seu avi, perquè, segons José Orlandis, Tiudigota ja havia mort.